# Rikotipasset
Rikotipasset (georgiska: რიკოთის უღელტეხილი, Rikotis ugheltechili) är ett bergspass i Georgien. Det ligger i den centrala delen av landet, på gränsen mellan regionerna Imeretien och Inre Kartlien, i Lichibergskedjan. Rikotipasset ligger 995 meter över havet.